# Artéria obturatória

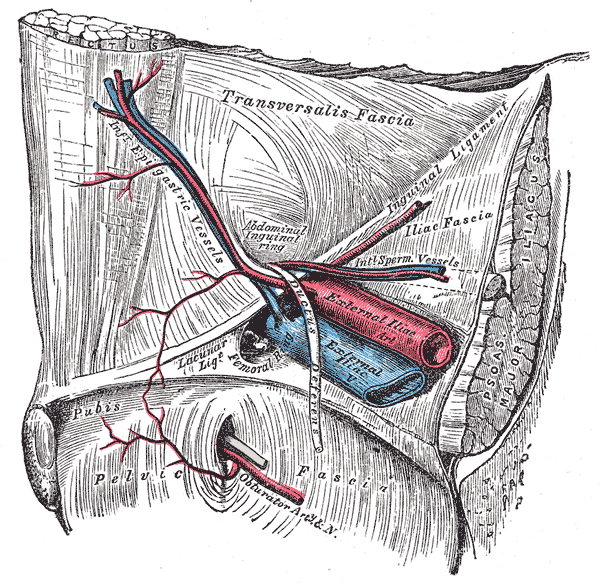
artéria obturadora

A artéria obturadora ( ou obturatória ) possui uma origem variável; em geral surge perto da origem da artéria umbilical, onde é cruzada pelo ureter. Segue anteroinferiormente sobre a fáscia obturatória na parede lateral da pelve e passa entre o nervo e a veia obturatórios. Na pelve, a artéria obturatória emite ramos musculares, uma artéria nutrícia para o ílio e um ramo púbico. O ramo púbico origina-se logo antes da artéria obturatória deixar a pelve. Ascende na face pélvica do púbis para se anastomosar com seu companheiro do lado oposto e o ramo púbico da artéria epigástrica inferior, um ramo da artéria ilíaca externa. Em uma variação comum (20%), uma artéria obturatória aberrante ou acessória origina-se da artéria epigástrica inferior e desce até a pelve ao longo da via habitual do ramo púbico. Os cirurgiões que realizam reparos de hérnias não devem se esquecer dessa variação comum. A distribuição extrapélvica da artéria obturatória é descrita junto com o membro inferior.
Além disso, a artéria obturatória faz parte da divisão anterior da artéria ilíaca interna. Em sua descrição, apresenta origem da artéria ilíaca interna, com trajeto que segue anteroinferiormente sobre a fáscia obturatória da parede lateral da pelve, saindo da pelve através do canal obturado. Sua distribuição é para músculos pélvicos, artéria nutrícia para o ílio, cabeça do fêmur e músculos do compartimento medial da coxa. E apresenta também anastomoses com a A. epigástrica inferior (via ramo púbico) e A. umbilical.